# めぐろ歴史資料館
めぐろ歴史資料館（めぐろれきししりょうかん）は東京都目黒区にある区立歴史博物館。

## 沿革・概要
2008年（平成16年）9月に旧目黒区立第二中学校の1階部分を改装して開館。前身である守屋教育会館郷土資料室を拡充させた。屋外展示と屋内展示に分かれ、屋内には常設展示室、企画展示室、資料室がある。
見どころとして、常設展示「近世の目黒」内の「富士塚胎内洞穴」と大日如来座像がある。これは1991年（平成3年）に目黒富士（新富士）跡から発見された地下洞穴で、大日如来座像が最奥部から出土した。洞穴遺跡が樹脂の型取りで実寸大復元され、常設展示室内で内部をくぐることができる。

## 交通アクセス
- 東急東横線・東京メトロ日比谷線 中目黒駅下車徒歩12分。

## 参考図書
- 目黒区教育委員会編『めぐろの文化財』（2010年3月31日発行）135-136頁・174頁
- 横山昭一著「目黒区新富士遺跡発見の地下式遺構」『國學院雑誌』93巻12号（1992年12月発行） 9-18頁